# Antoine de Chézy
Antoine de Chézy, född den 1 september 1718 i Châlons-en-Champagne, död den 4 oktober 1798 i Paris, var en fransk matematiker och ingenjör. Han var far till Antoine-Léonard de Chézy.